# Presidenti dello Zimbabwe
I presidenti dello Zimbabwe dal 1965 sono i seguenti:

## Rhodesia (1965-1979)
Monarchia
| Re | Re            | Mandato          | Mandato      |
| Re | Re            | Inizio           | Fine         |
| -- | ------------- | ---------------- | ------------ |
|    | Elisabetta II | 11 novembre 1965 | 2 marzo 1970 |

Repubblica
| Presidente | Presidente | Presidente          | Partito           | Elezione | Mandato          | Mandato          |
| Presidente | Presidente | Presidente          | Partito           | Elezione | Inizio           | Fine             |
| ---------- | ---------- | ------------------- | ----------------- | -------- | ---------------- | ---------------- |
|            |            | Clifford Dupont     | Fronte Rhodesiano |          | 2 marzo 1970     | 31 dicembre 1975 |
|            |            | Henry Everard       | Fronte Rhodesiano |          | 31 dicembre 1975 | 14 gennaio 1976  |
|            |            | John Wrathall       | Fronte Rhodesiano |          | 14 gennaio 1976  | 31 agosto 1978   |
|            |            | Henry Everard       | Fronte Rhodesiano |          | 31 agosto 1978   | 1º novembre 1978 |
|            |            | Jack William Pithey | Fronte Rhodesiano |          | 1º novembre 1978 | 5 marzo 1979     |
|            |            | Henry Everard       | Fronte Rhodesiano |          | 5 marzo 1979     | 1º giugno 1979   |

## Zimbabwe Rhodesia (1979)
| Presidente | Presidente | Presidente         | Partito                            | Elezione | Mandato        | Mandato          |
| Presidente | Presidente | Presidente         | Partito                            | Elezione | Inizio         | Fine             |
| ---------- | ---------- | ------------------ | ---------------------------------- | -------- | -------------- | ---------------- |
|            |            | Josiah Zion Gumede | Consiglio nazionale africano unito |          | 1º giugno 1979 | 12 dicembre 1979 |

## Governatori della Rhodesia Meridionale (1979-1980)
Per un breve periodo il paese tornò sotto amministrazione britannica come Rhodesia Meridionale, con sovrano Elisabetta II, rappresentata da un governatore generale.
| Governatore | Governatore        | Partito              | Mandato inizio   | Mandato fine   | Monarca                       |
| ----------- | ------------------ | -------------------- | ---------------- | -------------- | ----------------------------- |
|             | Christopher Soames | Partito Conservatore | 11 dicembre 1979 | 18 aprile 1980 | Elisabetta II del Regno Unito |

## Zimbabwe
| N. | Foto | Presidente                 | Partito | Elezione                     | Mandato          | Mandato          |
| N. | Foto | Presidente                 | Partito | Elezione                     | Inizio           | Fine             |
| -- | ---- | -------------------------- | ------- | ---------------------------- | ---------------- | ---------------- |
| 1  |      | Canaan Banana (1936-2003)  | ZANU    |                              | 18 aprile 1980   | 31 dicembre 1987 |
| 2  |      | Robert Mugabe (1924-2019)  | ZANU–PF | 1990, 1996, 2002, 2008, 2013 | 31 dicembre 1987 | 21 novembre 2017 |
| -  |      | Phelekezela Mphoko (1940-) | ZANU–PF | ad interim                   | 21 novembre 2017 | 24 novembre 2017 |
| 3  |      | Emmerson Mnangagwa (1942-) | ZANU–PF | colpo di Stato, 2018, 2023   | 24 novembre 2017 | in carica        |